# عبد الصمد الغريري
عبد الصمد محمد أمين الغريري (- 15 تشرين الثاني 2020) ضابط عسكري عراقي رتبته لواء في القوات الخاصة، وعضو القيادة القومية لحزب البعث العربي الاشتراكي، وعضو قيادة قطر العراق، اشترك في حرب القادسية الثانية مع إيران، وأصيب في عدة معارك، تسبّبت إصابته الأخيرة سنة 1986 في إخراجه من العسكرية، وسببت له صعوبة في الحركة، عُيّن قائمقام قضاء هيت حتى بداية الاحتلال الأمريكي للعراق سنة 2003، استمرّ عبد الصمد في الانتماء للحزب بعد الاحتلال وظل قيادياً بعثياً حتى وفاته، وحين احتل الجيش الأمريكي بغداد يوم 9 نيسان سنة 2003، توجّه صدام حسين إلى مدينة الرمادي وبات هناك ليلةً، ثم توجّهَ إلى هيت واستقبله هناك عبد الصمد الغريري في بيته، ولم يكن عبد الصمد حينئذٍ قيادياً ولا معروفاً، بل كان عضو فرقة، ولكن بعد مقابلته لصدام حسين في بداية الاحتلال، كلفه بالعديد من الواجبات وإيصال رسائل إلى بعثيين وشيوخ، فأمر صدام بعدئذٍ بترقيته، كان الغريري ضمن جبهة الجهاد والتحرير والخلاص الوطني التي انضمت إليها عدة فصائل مقاومة وكان لها مجالس عسكرية في عموم العراق، وحين احتل تنظيم الدولة الإسلامية (داعش) مناطق شاسعة من من العراق سنة 2014، عُقد مؤتمر في الأردن حضرَهُ عبد الصمد الغرير ممثلاً عن حزب البعث، وقال حينئذٍ في تصريحات لموقع CNN بالعربية: "إن القوى البعثية على الأرض في العراق تشكل جزء رئيسيا من فصائل المقاومة في العراق.. وقال إن أية مصالحة يجب أن لا تبرم مع "المالكي أو غيره من السياسيين" بل مع الشعب العراقي، وذكر الغريري موقفه من تنظيم الدولة حينئذٍ فقال "الآن نسميها الدولة الإسلامية وهي حققت أهداف وأعانت الثوار في تحقيق أهدافهم ونحن شبه منسجمين في تحقيق معهم في مواجهة المشروع الإيراني الصفوي في العراق…نحن الآن نتحدث عن القتال وليس الجوانب الفكرية والعقائدية..والمؤتمر لم يناقش داعش بل العملية السياسي وسلبيات الاحتلال فقط وسنعمل على تحقيق توصيات المؤتمر مع المجتمع الدولي". ألّفَ عبد الصمد كتاباً اسمه (السلطة والدولة العراقية في ظل قرارات مجلس الأمن الدولي ما بين 1990-2011م)، وكتاباً آخر اسمه (سيادة العراق واستقلاله السياسي للفترة من 1990 - 2010 م؛ دراسة تحليلية وآفاق مستقبلية)، توفيَ سنة 2020 بعد إصابته بمرض كورونا، نقلَ موقع العربي الجديد عن قيادي بعثي مقيم في الأردن قوله "توفي عزة الدوري نهاية أكتوبر الماضي وبعد ذلك بأقل من شهر توفيَ الصندوق الأسود للحزب والمحرك الأبرز فيه عبدُ الصمد الغريري"، وهو من أهل مدينة حديثة، وله ابن اسمه زيد.